# Allobaccha luteolimbata
Allobaccha luteolimbata är en tvåvingeart som först beskrevs av de Meijere 1924.  Allobaccha luteolimbata ingår i släktet Allobaccha och familjen blomflugor. Inga underarter finns listade i Catalogue of Life.